# Antanas Baura
Antanas Baura (* 21. November 1955 in Gailiešionys, Rajongemeinde Utena) ist ein litauischer Politiker. Bis 2020 war er Seimas-Mitglied.

## Leben
Von 1963 bis 1971 lernte Baura in Ilčiukai bei Utena. Nach dem Abitur 1974 an der Mittelschule Vyžuonai absolvierte er 1979 das Diplomstudium der Agronomie an der Lietuvos žemės ūkio akademija.
Von 1979 bis 1982 arbeitete Baura im  „Už taiką“-Kolchos in der Rajongemeinde Anykščiai als Oberagronom. Ab 1982 leitete er den Verband „Agrochemija“ in Anykščiai. Von 1988 bis 1989 war Baura Deputat im Rat Anykščiai. Von 2000 bis 2012  und von Mai 2017 bis 2020 war er  Mitglied im 12. Seimas.
Baura war Mitglied der Lietuvos komunistų partija, ab 2001 der Valstiečių ir Naujosios demokratijos partijų sąjunga und dann der Lietuvos valstiečių liaudininkų sąjunga. Er ist Mitglied der Partei LVŽS.

## Familie
Mit Frau Aurelija hat Baura die Kinder Vaida, Egidijus und Mindaugas.